# Condado de Belchite
El condado de Belchite es un título nobiliario español de carácter hereditario que fue creado en 1496 por los Reyes Católicos, a favor de Luis Fernández de Híjar y Beaumont, II Duque de Híjar y II duque de Lécera.
Su denominación hace referencia a la localidad de Belchite, en la actual provincia de Zaragoza.

## Condes de Belchite
|                                  | Titular                                                    | Periodo                          |
| Creación por los Reyes Católicos | Creación por los Reyes Católicos                           | Creación por los Reyes Católicos |
| -------------------------------- | ---------------------------------------------------------- | -------------------------------- |
| I                                | Luis Fernández de Híjar y Beaumont                         | 1496-¿?                          |
| II                               | Juan Fernández de Híjar y Enríquez                         | ¿?-1509                          |
| III                              | Luis Fernández de Híjar y Ramírez de Arellano              | 1509-1554                        |
| IV                               | Juan de Híjar y de Alagón                                  | 1554-¿?                          |
| V                                | Juan Francisco Cristóbal de Híjar y Fernández de Heredia   | ¿?-¿?                            |
| VI                               | Martín Fernández de Híjar de la Cerda y Mendoza            | ¿?-1607                          |
| VII                              | Jerónima Fernández de Hijar de la Cerda y Mendoza          | 1607-1611                        |
| VIII                             | Estefanía Fernández de Híjar y Castro-Pinós                | 1611-1620                        |
| IX                               | Isabel Margarita Fernández de Híjar y Castro-Pinós         | 1620-¿?                          |
| X                                | Antonio Fernández de Híjar y Sancho                        | ¿?-1629                          |
| XI                               | Juan Luis Fernández de Híjar y Ruiz                        | 1629-1633                        |
| XII                              | Alonso Fernández de Híjar y Ruiz                           | 1633-1635                        |
| XIII                             | Pedro Jorge Fernández de Híjar y Albero                    | 1635-1662                        |
| XIV                              | Pedro Luis Fernández de Híjar y Fernández de Híjar         | 1662-1711                        |
| XV                               | 1711-1734                                                  |                                  |
| XVI                              | Francisco Antonio Zapata de Calatayud y Fernández de Híjar | 1734-1754                        |
| XVII                             | Joaquín Diego Fernández de Híjar y Portocarrero            | 1754-1758                        |
| XVIII                            | Pedro de Alcántara Fernández de Híjar y Abarca de Bolea    | 1758-1808                        |
| XIX                              | Agustín Pedro de Silva Fernández de Híjar y Palafox        | 1808-1817                        |
| XX                               | Francisca Javiera de Silva y Fitz-James Stuart             | 1817-1818                        |
| XXI                              | José Rafael Fadrique de Silva Fernández de Híjar y Palafox | 1818-1863                        |
| XXII                             | Cayetano de Silva y Fernández de Córdoba                   | 1863-1865                        |
| XXIII                            | Agustín de Silva y Bernuy                                  | 1865-1872                        |
| XXIV                             | Andrés Avelino de Silva y Campbell                         | 1878-1914                        |
| XXV                              | Tristán de Silva y Castellví                               | 1914-1984                        |
| XXVI                             | Pedro Caro y Carvajal                                      | 1985-actual titular              |

## Historia de los condes de Belchite
- Luis Fernández de Híjar y Beaumont (1472-25 de abril de 1517), I conde de Belchite,[1][2] II duque de Aliaga, II duque de Híjar, II duque de Lécera. Era hijo de Juan Fernández de Híjar y Cabrera, I duque de Híjar, II señor de Lécera, I duque de Aliaga, y de su esposa Catalina de Beaumont y Curtón.[3]

Se casó en 1466 con Guiomar Enríquez de Guzmán, hija de Enríque Enríquez de Mendoza, I conde de Alba de Liste, y de María Teresa de Guzmán, hija de los condes de Niebla. Cedió el condado de Belchite a su hijo:
- Juan Fernández de Híjar (1470-29 de junio de 1509), II conde de Belchite por cesión paterna.[4][5]

Se casó el 17 de agosto de 1488 con Isabel Ramírez de Arellano, hija de Alfonso Ramírez de Arellano, I conde de Aguilar de Inestrillas y de Catalina de Mendoza, hija de los duques del Infantado. Le sucedió su hijo:
- Luis Fernández de Híjar y Ramírez de Arellano (m. 20 de enero de 1554), III conde de Belchite.[6][7]

Contrajo un primer matrimonio en 1513 con Beatriz de Alagón, hija de Blasco de Alagón, I conde de Sástago, y de Ana de Espés y Fabra. Se casó en segundas nupcias en 1548 con Hipólita Fernández de Heredia y Cuevas hija de Juan Fernández de Heredia y Jiménez de Urrea III, conde de Fuentes, y de María Luisa de Cuevas y del Castillo. Le sucedió, de su primer matrimonio, su hijo:
- Juan Fernández de Híjar y de Alagón, IV conde de Belchite.[[8]

Se casó con Isabel de Espés. Padres de una hija, Rafaela, casada con Pedro de Aragón, señor de Ballobar. Le sucedió su medio hermano, hijo del segundo matrimonio de su padre:
- Juan Francisco Cristóbal Fernández de Híjar y Fernández de Heredia (1552-13 de abril de 1614), V conde de Belchite,[6] II duque de Aliaga, II duque de Híjar, III duque de Lécera.

Se casó en primeras nupcias con Ana de la Cerda y Mendoza, II condesa de Galve, hija de Baltasar de la Cerda y Mendoza, I conde de Galve, y de Jerónima de Mendoza. Contrajo un segundo matrimonio con Francisca de Castro-Pinós, II condesa de Guimerá, III vizcondesa de Alquerforadat, XIII vizcondesa de Evol, III condesa de Vallfogona, etc.  Le sucedió, de su primer matrimonio su hijo:
- Martín Fernández de Híjar de la Cerda y Mendoza (m. 1607), VI conde de Belchite.[10]

Se casó con Francisca Martínez de Luna, sin descendientes. Le sucedió su hermana:
- Jerónima Fernández de Hijar de la Cerda y Mendoza (m. 1611), VII condesa de Belchite[10] y IV condesa de Galve.

Se casó en 1607, siendo su segunda esposa, con su primo Ruy Gómez de Silva y Mendoza, I marqués de la Eliseda.  Sin descendencia, le sucedió su media hermana, hija del segundo matrimonio de su padre:
- Estefanía Fernández de Híjar y Castro-Pinós (m. 1620), VIII condesa de Belchite,[10] III duquesa de Aliaga,[10][11] III duquesa de Híjar,[12][10] III duquesa de Lécera[10] y VI señora de Castellot. Sin descendencia, sucedió su hermana:

- Isabel Margarita Fernández de Híjar y Castro-Pinós (1603-1642)), IX condesa de Belchite,[10] IV duquesa de Lécera[10][13][a] IV duquesa de Aliaga[11][10] y IV duquesa de Híjar.[10]

Casó en 1622 con Rodrigo Sarmiento de Silva y Villandrado, VIII conde de Salinas, II marqués de Alenquer, VIII conde de Ribadeo, hijo de Diego de Silva y Mendoza, duque de Francavilla, I marqués de Alenquer, y de su mujer Marina Sarmiento de Villandrado y Ulloa, VII condesa de Salinas, VII condesa de Ribadeo. Sucedió:
- Antonio Fernández de Híjar y Sancho (1535-1629), X conde de Belchite y V duque de Lácera,[4] por sentencia del 13 de enero de 1621. Era hijo de Alfonso Lorenzo Fernández de Híjar y Ramírez de Arellano —hijo de Luis Fernández de Híjar y Enríquez de Guzmán, hijo a su vez del primer conde de Belchite—, y de su primera esposa, Gracia Sancho y Borau.[4] Su padre se casó en segundas nupcias con Beatriz Ximeno de Lobera y Carnicer. De este segundo matrimonio nació Mariana Fernández de Híjar y Ximeno de Lobera que se casó con su primo hermano, Pedro Jorge Fernández de Híjar y Albero, XIII conde de Belchite, hijo de Jorge de Híjar y Ramírez de Arellano —hijo a su vez del II conde de Belchite—, y de Mariana de Alberto.[4]

Se casó el 11 de noviembre de 1561 con Mariana Ruiz de Mur y Beaumont de Navarra.  Le sucedió su hijo:
- Juan Luis Fernández de Híjar y Ruiz (m. 13 de enero de 1633), XI conde de Belchite y VI duque de Lécera.[4]

Se casó con Isabel Silveira de Navarra.  Sin descendencia, le sucedió su hermano:
- Alonso Fernández de Híjar y Ruiz (m. 13 de abril de 1635), XII conde de Belchite y VII duque de Lécera.[4]

Se casó el 23 de mayo de 1606 con Orosia de Palafox y Ximénez de Urrea. Sin descendencia, le sucedió su primo:
- Pedro Jorge Fernández de Híjar y Albero (Fuentes, 21 de septiembre de 1603-Zaragoza, 24 de enero de 1662), XIII conde de Belchite y VIII duque de Lécera,[4] comendador mayor de Montalbán en la Orden de Santiago.

Se casó en primeras nupcias el 28 de abril de 1628 con Ana de Torrellas Bardaxi y Luna, en segundas con su prima hermana, Mariana Fernández de Híjar y Ximeno de Lobera, y en terceras con Francisca Fernández de Heredia y Pujades. Le sucedió su hijo del segundo matrimonio:
- Pedro Luis Fernández de Híjar y Fernández de Híjar (m. 12 de junio de 1711), XIV conde de Belchite y IX duque de Lécera.[4]

Contrajo matrimonio en Madrid el 14 de octubre de 1680 con Cecilia de Navarro Rocafull y Toralto de Aragón, hija de Melchor de Navarra y Rocafull, virrey del Perú, y de Francisca Toralto de Aragón y Frezza, II princesa de Massalubrense y II duquesa de Palata.  Le sucedió su hijo:
- Antonio Melchor Fernández de Híjar y Navarro de Aragón (m. 20 de febrero de 1734), XV conde de Belchite,[4] X duque de Lécera, III marqués de Cábrega, III duque de Palata, III príncipe de Massalubrense en Nápoles y comendador mayor de Montalbán en la Orden de Santiago.  Sin descendencia, le sucedió su sobrino, hijo de su hermana María Elena Fernández de Híjar y Navarro de Aragón y de su esposo José Antonio Vicente Zapata de Calatayud y Chaves, V conde del Real, VI conde de Sinarcas, etc.[4]

- Francisco Antonio Zapata de Calatayud y Fernández de Híjar (m. 27 de mayo de 1754), XVI conde de Belchite [4] XI duque de Lécera, IV marqués de Cábrega, IV duque de la Palata, IV príncipe de Massalubrense, VI conde del Real, VII conde de Sinarcas, etc.[4]

Se casó con María Joaquina Fernández de Heredia Zapata de Calatayud, VI marquesa de Bárboles. Le sucedió su pariente:
- Joaquín Diego Fernández de Híjar y Portocarrero (Madrid, 6 de julio de 1721-25 de diciembre de 1758),  XVII conde de Belchite,[15] VIII duque de Aliaga,[15][11] VIII duque de Híjar,[12] XII duque de Lécera,[13][15] XIV conde de Ribadeo,[16] VII conde de Vallfogona,[15][16] VI marqués de Orani,[15] VI conde de Guimerá,[15][16] XII conde de Salinas,[15] XII marqués de Montesclaros, IX conde de Palma del Río, vizconde de Illa, de Canet, de Alquerforadat, de Ansovell y XVI vizconde de Évol.[15]

Casó el 20 de marzo de 1739 con María Engracia Abarca de Bolea y Pons de Mendoza, VI duquesa de Bournonville, IV marquesa de Rupit, IV marquesa de Vilanant, III condesa de Robres VI vizcondesa de Joch y baronesa de Sangarrén y Orcau, Le sucedió su único hijo:
- Pedro de Alcántara Fernández de Híjar y Abarca de Bolea (Villarrubia de los Ojos, 25 de noviembre de 1741-Madrid, 23 de febrero de 1808), XV conde de Belchite,[15] V duque de Bournonville,[12] XIII duque de Lécera,[13] IX duque de Híjar,[12] XV conde de Ribadeo,[15] VIII conde de Vallfogona,[15] IX duque de Aliaga,[11] V duque de Almazán,[15] VII marqués de Orani,[15] V marqués de Rupit,[17] VII conde de Guimerá,[15] XIII conde de Salinas,[15] IX marqués de Almenara,[15] XIII marqués de Montesclaros, X conde de Palma del Río, XVII vizconde de Ebol, vizconde de Illa, de Canet, de Alquerforadat, de Ansovell, IX conde de Aranda, VI marqués de Torres de Aragón, VI marqués de Vilanant,[15] IX conde de Castellflorit. Era hijo de Joaquín Diego de Silva Fernández de Híjar, duque de Híjar, VIII duque de Aliaga, XII conde de Salinas, XIV conde de Ribadeo, VI marqués de Orani, etc., y de María Engracia Abarca de Bolea y Pons de Mendoza.[15]

Casó el 16 de julio de 1761 con Rafaela de Palafox y Croy d'Havré y Centurión, hija de Joaquín Felipe de Palafox y Centurión, IX marqués de La Guardia, IX marqués de Guadalest, VI marqués de Armunia, VI marqués de Ariza, IV conde de Santa Eufemia y de su segunda esposa, María Ana Carlota de Croy d'Havré y Lanti de la Róvere. Le sucedió su hijo:
- Agustín Pedro de Silva Fernández de Híjar y Palafox  (Madrid, 14 de abril de 1773-12 de diciembre de 1817) XIX conde de Belchite,[19][b] VI marqués de Rupit,[19] VI duque de Bournonville,[20] XIV duque de Lécera,[13] X duque de Híjar,[11] XVI conde de Ribadeo,[19] IX conde de Vallfogona,[19] X duque de Aliaga,[11] VI duque de Almazán,[19] marqués de Almenara, XIV marqués de Montesclaros, XI conde de Palma del Río,[19] XIV conde de Salinas,[19] VIII conde de Guimerá,[19] XII conde de Aranda,[19]  VII marqués de Torres de Aragón, VII marqués de Vilanant,[19] X conde de Castellflorit, XVIII vizconde de Ebol, vizconde de Illa, de Canet, de Alquerforadat y de Ansovell, académico de número de la Real Academia Española, gentilhombre de cámara con ejercicio y servidumbre, caballero de la Orden del Toisón de Oro y gran cruz de Carlos III.[19]

Casó el 24 de enero de 1790 con María Francisca Fitz-James Stuart y Stolberg, hija de Carlos Bernardo Fitz-James Stuart y Silva, XI marqués de la Jamaica IV duque de Berwick, IV duque de Liria y Jérica, XI duque de Veragua, X duque de la Vega de la Isla de Santo Domingo, VI marqués de Tarazona, V marqués de San Leonardo, marqués de la Mota, XIII conde de Gelves, VIII conde de Ayala, XII conde de Monterrey, y de Carolina Augusta zu Stolberg-Gedern, princesa de Hornes. Le sucedió su única hija:
- Francisca Javiera de Silva y Fitz-James Stuart (1795-16 de septiembre de 1818), XX condesa de Belchite,[19] VII duquesa de Bournonville,[20] XV duquesa de Lécera,[13] XI duquesa de Híjar,[11] XVII condesa de Ribadeo,[19] X condesa de Vallfogona,[19] XI duquesa de Aliaga,[21] VII duquesa de Almazán,[19] VIII marquesa de Orani, marquesa de Almenara, XV marquesa de Montesclaros, XII condesa de Palma del Río, XV condesa de Salinas,[19] IX condesa de Guimerá,[19] XIII condesa de Aranda,[19] XI conde de Castellflorit, VIII marquesa de Torres de Aragón, VII marquesa de Rupit,[19] VIII marquesa de Vilanant,[19] XIX vizcondesa de Ebol, vizcondesa de Illa, de Canet, de Alquerforadat y de Ansovell.

Murió soltera sin descendientes. Le sucedió el hermano de su padre, su tío carnal:
- José Rafael Fadrique de Silva Fernández de Híjar y Palafox (Madrid, 29 de marzo de 1776-ibidem, 16 de septiembre de 1863), XXI conde de Belchite, XVI duque de Lécera,[13] XVI conde de Salinas,[19] XII duque de Aliaga,[13] XIII duque de Híjar, XIII conde de Palma del Río, VIII duque de Almazán, VIII duque de Bournonville, IX marqués de Orani, X marqués de Almenara, XVI marqués de Montesclaros, XIII conde de Palma del Río, XVIII conde de Ribadeo, XII conde de Vallfogona, XI conde de Guimerá, XIV conde de Aranda, VIII marqués de Rupit, XII conde de Castellflorit, IX marqués de Torres de Aragón, IX marqués de Vilanant, vizconde de Alquerforadat, XX vizconde de Ebol, etc., y sumiller de corps de los reyes Fernando VII e Isabel II, caballero de la Orden del Toisón de Oro, gran cruz de la Orden de Carlos III, senador del reino,[19] y director del Museo del Prado de 1826 a 1838.[22]

Se casó el 9 de agosto de 1801 con Juana Nepomucena Fernández de Córdoba Villarroel y Spínola de la Cerda, VIII condesa de Salvatierra, VII marquesa del Sobroso, marquesa de Loriana, marquesa de Baides, X marquesa de Jódar, marquesa de la Puebla, marquesa de Villoria, marquesa de Valero, VII marquesa de San Vicente del Barco, VII marquesa de Fuentehoyuelo, vizcondesa de Villatoquite, hija de José Fernández de Córdoba Sarmiento de Sotomayor, VII conde de Salvatierra. Le sucedió su hijo primogénito:
- Cayetano de Silva y Fernández de Córdoba (Madrid, 8 de noviembre de 1805-Perpiñán, 25 de enero de 1865), XXII conde de Belchite,[23] XVII duque de Lécera,[13] XVII conde de Salinas,[23]  XIII duque de Híjar, VIII duque de Almazán, IX duque de Bournonville, X marqués de Orani, XI marqués de Almenara, X marqués de Vilanant, XI marqués de Jódar, XV conde de Aranda, XIX conde de Ribadeo, XIII conde de Vallfogona, vizconde de Alquerforadat, XXI vizconde de Ebol, etc.

Se casó el 11 de enero de 1826 con María Soledad Bernuy y Valda, hija de Ana Agapita de Valda y Teigeiro, IX marquesa de Valparaíso, marquesa de Albudeite. Le sucedió su hijo:
- Agustín de Silva y Bernuy (m. 1872), XXIII conde de Belchite, XVIII duque de Lécera,[13] XVIII conde de Salinas,[24]  XIV duque de Híjar, X duque de Bournonville,  VIII marqués de San Vicente del Barco, XI marqués del Sobroso, XI marqués de Almenara, IX marqués de Rupit, XVI conde de Aranda, conde de Castellflorit, X conde de Salvatierra, XX conde de Ribadeo, vizconde de Alquerforadat, vizconde de Evol, príncipe de la Portella, etc.[23]

Casó el 5 de enero de 1852 con su tía, Luisa Ramona Fernández de Córdoba y Vera de Aragón, hija de Francisco de Paula Fernández de Córdoba y Lasso de la Vega, XIX conde de la Puebla del Maestre, y de María Manuela de Vera de Aragón y Nin de Zatrillas, marquesa de Peñafuerte. Sin descendientes. Le sucedió su primo:
- Andrés Avelino de Silva y Campbell (Barcelona, 1851-1914) XXIV conde de Belchite por rehabilitación en 1878.[25]

Se casó en primeras nupcias el 17 de febrero de 1878 con María Teresa Cavero Urzáiz, hija de Tomás Cavero y Álvarez de Toledo y de Natalia de Urzáiz y Garro, y en segundas en 1889 con Rosa María de los Dolores Castellví, hija de Ricardo María de Castellví y de Ibarrola y de María Mercedes Gordon y Prendergast. Le sucedió su hijo del segundo matrimonio:
- Tristán de Silva y Castellví (m. 1984), XXV conde de Belchite (n. Barcelona, 1894),[25] Le sucedió su sobrino bisnieto:[28]

- Pedro Caro y Carvajal (n. Madrid, 3 de marzo de 1964), XXVI conde de Belchite,[28][29] hijo de Pedro Caro y Vázquez, marqués de Orani y de María del Carmen de Carvajal y Salas XV marquesa del Cenete.

Se casó con María Escardó Zaldo, padres de Pedro Caro y Escardó (1998) y de Fernanda Caro y Escardó (2000).